# Campeonato Sudamericano de Atletismo Sub-23 de 2016
El séptimo Campeonato Sudamericano de Atletismo Sub-23 será disputado en Lima, Perú en el estadio de la Villa Deportiva Nacional entre el 23 y el 25 de septiembre de 2016. El evento será organizado por la Confederación Sudamericana de Atletismo y la Federación Peruana de Atletismo.

## Participantes
Cada país puede inscribir un máximo dos competidores por evento individual, y un equipo por evento de relevo; con un máximo de 85 participantes. Venezuela no participó por problemas económicos.
| - Argentina - Bolivia - Brasil - Chile | - Colombia - Ecuador - Panamá - Paraguay | - Perú - Surinam - Uruguay |

## Resultados

### Masculino
| Evento                                   | Oro                                                                                               | Oro        | Plata                                                                 | Plata      | Bronce                                                            | Bronce     |
| ---------------------------------------- | ------------------------------------------------------------------------------------------------- | ---------- | --------------------------------------------------------------------- | ---------- | ----------------------------------------------------------------- | ---------- |
| 100 metros (viento: -1.4 m/s)            | Rodrigo do Nascimento                                                                             | 10.21      | Jhonny Rentería                                                       | 10.41      | Ricardo de Souza                                                  | 10.47      |
| 200 metros (viento: +0.0 m/s)            | Rodrigo do Nascimento                                                                             | 21.20      | Fredy Maidana                                                         | 21.36      | Gabriel Constantino                                               | 21.42      |
| 400 metros                               | Alexander Russo                                                                                   | 47.07      | Sergio Aldea                                                          | 47.74      | Josué Congo                                                       | 48.09      |
| 800 metros                               | Leandro Paris                                                                                     | 1:48.31    | Yelssin Robledo                                                       | 1:48.85    | Cristhian Castro                                                  | 1:51.88    |
| 1500 metros                              | Vicente Loza                                                                                      | 3:56.37    | Carlos Maturana                                                       | 3:56.66    | Wellerson Falcao                                                  | 3:56.84    |
| 5000 metros                              | Daniel Ferreira                                                                                   | 14:27.78   | Walter Ñaupa                                                          | 14:28.06   | Yuri Labra                                                        | 14:29.81   |
| 10000 metros                             | Jhordan Ccope                                                                                     | 30:01.18   | Mauricio Díaz                                                         | 30:01.58   | Vidal Basco                                                       | 30:05.63   |
| 3000 metros con obstáculos               | Daniel Ferreira                                                                                   | 9ː05.40    | Walter Ñaupa                                                          | 9ː13.84    | Gerson Montes                                                     | 9ː21.95    |
| 110 metros con vallas (viento: +0.4 m/s) | Juan Carlos Moreno                                                                                | 14.10      | Gabriel Oliveira                                                      | 14.10      | Mauricio Garrido                                                  | 14.45      |
| 400 metros con vallas                    | Marcio Soares                                                                                     | 52.31      | Stevan Medina                                                         | 52.98      | Diego Courbis                                                     | 53.51      |
| Salto de altura                          | Fernando Carvalho                                                                                 | 2.20       | Daniel Córtez                                                         | 2.17       | Jaime Escobar                                                     | 2.00       |
| Salto con pértiga                        | José Pacho                                                                                        | 5.10       | Bruno Spinelli                                                        | 5.00       | Josué Gutiérrez                                                   | 4.90       |
| Salto largo                              | Higor Silva                                                                                       | 7.80       | Raúl Mena                                                             | 7.61       | Eduardo Landaeta                                                  | 7.39       |
| Triple salto                             | Álvaro Cortez                                                                                     | 15.91      | Randy Hood                                                            | 15.75      | Mateus de Sá                                                      | 15.54      |
| Lanzamiento de bala                      | Willian Venancio                                                                                  | 18.99      | Daniel Castillo                                                       | 16.40      | Sebastián Lazen                                                   | 16.39      |
| Lanzamiento de disco                     | Mauricio Ortega                                                                                   | 57.60      | Douglas dos Reis                                                      | 52.76      | Eduardo Quintero                                                  | 52.76      |
| Lanzamiento de martillo                  | Humberto Mansilla                                                                                 | 72.67 RC   | Joaquín Gómez                                                         | 71.56      | Gabriel Kher                                                      | 69.80      |
| Lanzamiento de jabalina                  | Francisco Muse                                                                                    | 71.84      | Larson Martínez                                                       | 70.89      | Pedro do Prado                                                    | 69.42      |
| Decatlón                                 | Andy Preciado                                                                                     | 7162       | Alex Aparecido Soares                                                 | 7079       | Sergio Pandiani                                                   | 6968       |
| Marcha 20 km                             | Iván Garrido                                                                                      | 1:24:41.22 | Kenny Pérez                                                           | 1.25.18.00 | Paolo Yurivilca                                                   | 1.25.18.13 |
| Relevo 4 x 100 metros                    | Brasil · Derick de Souza · Rodrigo Pereira do Nascimento · Gabriel Constantino · Ricardo de Souza | 39.86      | Colombia · Juan Moreno · Delvi Díaz · Jhonny Alexander · Raúl Hernan  | 40.70      | Argentina Juan Ulián Leonel Carrizo Daniel Londero Gastón Sayago  | 41.74      |
| Relevo 4 x 400 metros                    | Brasil · Rodrigo Pereira do Nascimento · Marcio Teles · Rafael Francisco · Alexander Russo        | 3:13.73    | Ecuador · Jean Jacome · Carlos Peraza · Steeven Medina · Piero Corozo | 3:17.23    | Argentina Leonel Carrizo Sergio Pandiani Juan Ulián Leandro Paris | 3:17.91    |

### Femenino
| Evento                                   | Oro                                                                                 | Oro                      | Plata                                                                                  | Plata                    | Bronce                                                                         | Bronce                   |
| ---------------------------------------- | ----------------------------------------------------------------------------------- | ------------------------ | -------------------------------------------------------------------------------------- | ------------------------ | ------------------------------------------------------------------------------ | ------------------------ |
| 100 metros (viento: +0.0 m/s)            | Evelyn Rivera                                                                       | 11.74                    | Khaterine Chillambo                                                                    | 12.012                   | Javiera Cañas                                                                  | 12.018                   |
| 200 metros (viento: +0.0 m/s)            | Victória Silva                                                                      | 23.95                    | Evelyn Rivera                                                                          | 24.01                    | Romina Cifuentes                                                               | 24.50                    |
| 400 metros                               | Astrid Balanta                                                                      | 54.45                    | Eliana Chávez                                                                          | 54.48                    | Tania Caicedo                                                                  | 56.08                    |
| 800 metros                               | Pía Fernández                                                                       | 2ː08.83                  | Johanna Arrieta                                                                        | 2ː09.76                  | Johanna Castro                                                                 | 2ː12.45                  |
| 1500 metros                              | Pía Fernández                                                                       | 4ː24.51                  | Zuleta Arenas                                                                          | 4ː25.46                  | Carmen Toquaiza                                                                | 4ː26.87                  |
| 5000 metros                              | Saida Meneses                                                                       | 16ː34.66 RC              | Irma Vila                                                                              | 16ː44.87                 | Carmen Toquaiza                                                                | 16ː47.34                 |
| 10000 metros                             | Jesica Paguay                                                                       | 35ː10.63 RC              | Saida Ramos                                                                            | 35ː52.81                 | Sunilda Lozano                                                                 | 36ː10.55                 |
| 3000 metros con obstáculos               | Belen Casetta                                                                       | 10ː05.30                 | Zulema Arenas                                                                          | 10ː05.43                 | Rina CJuro                                                                     | 10ː26.51                 |
| 100 metros con vallas (viento: +0.0 m/s) | Diana Balazar                                                                       | 13.52 RC                 | Maribel Caicedo                                                                        | 13.85                    | Natalia Pinzón                                                                 | 14.01                    |
| 400 metros con vallas                    | Melissa Gonzáles                                                                    | 59.26                    | Dandaduea De Sousa                                                                     | 1ː01.11                  | Virginia Villalba                                                              | 1ː01.58                  |
| Salto de altura                          | Lorena Aires                                                                        | 1.76                     | Julia Silva                                                                            | 1.76                     | María Murillo                                                                  | 1.76                     |
| Salto con pértiga                        | Juliana De Menis                                                                    | 3.9                      | Noelina Mandarieta                                                                     | 3.8                      | Fernanda Carabias                                                              | 3.7                      |
| Salto largo                              | Claudine Gimenes                                                                    | 5.95 (viento: +0.4 m/s)  | Macarena Borie                                                                         | 5.69 (viento: +0.4 m/s)  | Alejandra Arévalo                                                              | 5.60 (viento: +0.4 m/s)  |
| Salto triple                             | Claudine Gimenes                                                                    | 13.12 (viento: +1.1 m/s) | Adriana Chila                                                                          | 13.09 (viento: +1.2 m/s) | Valeria Quispe                                                                 | 12.74 (viento: +1.0 m/s) |
| Lanzamiento de bala                      | Izabela Rodrigues                                                                   | 16.25                    | Yerlín Mesa                                                                            | 15.13                    | Grace Conley                                                                   | 14.87                    |
| Lanzamiento de disco                     | Izabela Rodrigues                                                                   | 53.04                    | Ailen Armada                                                                           | 51.24                    | Lara Capurro                                                                   | 46.27                    |
| Lanzamiento de martillo                  | Mayra Gaviria                                                                       | 61.55                    | Paola Miranda                                                                          | 59.54                    | Ana Lays Bayer                                                                 | 56.39                    |
| Lanzamiento de jabalina                  | Edivania Araujo                                                                     | 55.94                    | Laura Aredes                                                                           | 50.91                    | Valentina Salazar                                                              | 49.23                    |
| Heptatlón                                | Fiorella Chiappe                                                                    | 5149                     | Martina Corra                                                                          | 5042                     | Karen Lopes                                                                    | 5009                     |
| Marcha 20 km                             | Sara Pulido                                                                         | 1ː39ː14.27               | Leyde Guerra                                                                           | 1ː40ː29.49               | Odeth Huanca                                                                   | 1ː41ː18ː28               |
| Relevo 4 x 100 metros                    | Ecuador · Mariana Poroso · Romina Cifuentes · Katherine Chillambo · Maribel Caicedo | 45.13                    | Brasil · Victoria Cristina Silva · Tamiris De Liz · Mariana Da Costa · Evelyn Oliveira | 45.74                    | Perú · Jimena Copara · Diana Balazar · Mariana Macarachvili · Gabriela Delgado | 47.72                    |
| Relevo 4 x 400 metros                    | Colombia · Melissa Gonzales · Evelyn Rivera · Natalia Pinzaon · Astrid Balanta      | 3ː42.19                  | Brasil · Daysiellen Atia · Tiffani Domingos · Karina Da Rosa · Dandadeua De Souza      | 3ː47.14                  | Ecuador · Virginia Villalba · Deyanira Ortiz · Coraima Cortez · Tania Caicedo  | 3ː51.55                  |

## Medallero final
| Núm.  | País      | Oro | Plata | Bronce | Total |
| ----- | --------- | --- | ----- | ------ | ----- |
| 1     | Brasil    | 19  | 7     | 7      | 33    |
| 2     | Colombia  | 8   | 12    | 2      | 22    |
| 3     | Ecuador   | 5   | 4     | 9      | 18    |
| 4     | Perú      | 3   | 7     | 9      | 19    |
| 5     | Chile     | 3   | 5     | 8      | 16    |
| 6     | Argentina | 3   | 4     | 4      | 11    |
| 7     | Uruguay   | 3   | 0     | 0      | 3     |
| 8     | Paraguay  | 0   | 4     | 0      | 4     |
| 9     | Bolivia   | 0   | 1     | 4      | 5     |
| 10    | Panamá    | 0   | 0     | 1      | 1     |
| Total | Total     | 44  | 44    | 44     | 132   |

Fuente:  Archivado el 28 de septiembre de 2016 en Wayback Machine.